# Бикса
Бикса (лат. Bixa) — род тропических деревьев из семейства Биксовые. Растения достигают 6—10 м в высоту, отличаются вечнозелеными овально-продолговатыми листьями длиной до 18 см и собранными в метелку цветками белого или розового цвета длиной до 5 см, состоящими из крупной, окрашенной пятилистной чашечки, пятилепестного венчика, большого числа тычинок и одного пестика.
Эти деревья легко размножающиеся отводками, часто разводятся в оранжереях. Семена американского вида Bixa orellana (с бледно-розовыми цветками) дают красное красящее вещество, так называемый биксин, орлеан, уруку или руку, употребляемое также и в медицине. Индейцы смешивают уруку с лимонным соком и камедью и раскрашивают этой смесью своё тело и волосы — отчасти чтобы защититься от укусов насекомых. Испанцы прибавляют иногда уруку в шоколад, сыр, помаду, маргарин и подкрашивают им супы и ткани. Из лубяных волокон приготовляются очень прочные канаты, веревки и т. п.

## Виды
Род включает в себя следующие виды:
- Bixa arborea Huber — Бразилия, Эквадор, Перу
- Bixa excelsa Gleason & Krukoff — Перу, Северо-Запад Бразилии
- Bixa orellana L. — Аннато, или Бикса орельяна — произрастает от Мексики до Аргентины; завезен в Вест-Индию, Африку, Индию, Шри Ланку, на Остров Рождества, Гавайи, Острова Общества
- Bixa platycarpa Ruiz & Pav. ex G.Don — Эквадор, Перу, Северо-Запад Бразилии
- Bixa urucurana Willd. — Гондурас, Панама, Колумбия, Венесуэла, Эквадор, Перу, Северо-Запад Бразилии